# Geoff Downes

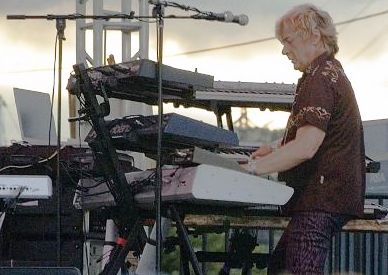
Geoff Downes în concert cu Asia, 2006

Geoffrey "Geoff" Downes (n. 25 august 1952) este un claviaturist englez de muzică rock, textier și producător, cel mai cunoscut ca și claviaturist în trupele Asia, The Buggles și Yes în 1980. Pe când activa în The Buggles, cânta la mai multe claviaturi pentru ca soundul formației să fie mai îndreptat spre New Wave technopop. La un moment dat a fost introdus în Cartea recordurilor pentru faptul că a cântat cu nu mai puțin de 28 de claviaturi pe scenă într-un singur show.